# BodogFight
BodogFight（ボードッグ・ファイト）は、カナダの総合格闘技団体。ボードッグ・エンターテインメント・グループが運営していた。

## 概要
2006年7月にアメリカ合衆国の総合格闘技団体「Mixed Fighting Championship」とパートナー契約を結び、8月に旗揚げ。ボードッグ社はオンラインカジノなどの運営により豊富な資金力を持っており、ボードッグの知名度を上げる手段として、当時UFCによって人気が急上昇していた総合格闘技イベントに着目。ボクシングなどと比較して総合格闘技が発展途上でまだ参入余地があること、総合格闘技のファンが18歳から40歳の男性ということが理由であった。当初はイベントのスポンサーとして参加するつもりだったが、既に存在していたUFCやPRIDEといったプロモーションとは折り合いがつかずに、自ら興行を手がけることになった。ケーブルテレビでの「bodog fight」というレギュラー番組のための大会と、レギュラー番組のシーズン終了後のフィナーレとしてペイ・パー・ビュー大会を主軸に開催している。試合を組むマッチメーカーは、HOOKnSHOOTに関わり、MFCでマッチメーカーを担当していたミギュエル・イトゥラーテ。
2007年4月14日には、ロシア・サンクトペテルブルク大会を開催。PRIDEヘビー級王者であるエメリヤーエンコ・ヒョードルの参戦を実現し、ヒョードル対マット・リンドランドが行われた。この大会は、ロシアの当時大統領ウラジーミル・プーチン、イタリアの元首相シルヴィオ・ベルルスコーニなど政治家の観戦が目立った。
日本の総合格闘技団体MARSとは2006年に、パンクラスとは2007年から業務提携を結んだ。
その後はStrikeforceなどへのスポンサー活動が中心となり活動規模が縮小した。

## メディア
2006年9月からアメリカのディレクTVとケーブルテレビの Men's Outdoor and Recreation channel というチャンネルで、「bodog FIGHT」の放送を開始した。番組内容は、世界各国のエキゾチックなロケーションでの
この番組向けに行われた試合と出場選手をドキュメンタリータッチで描くというもので、ケーブルテレビでの放送後にBodogの公式サイトでも無料で視聴できるようになっている。シーズンの終了ごとには、ペイ・パー・ビュー大会を開催している。第2シーズンからは、ケーブルテレビのチャンネルION Televison からの放送に変わった。
試合結果は放送が行われるまで選手や取材記者と守秘義務契約を結んで伏せられていたが、2007年8月のシーズン5からこの規制はなくなった
。また、予算の削減が行われて試合数が減少し、収録スケジュールも短くなった。

## 階級・王座

### 男子
| 階級           | 重量区分          | 王者                     |
| -------------- | ----------------- | ------------------------ |
| ヘビー級       | -265lbs: -120.2kg | 空位                     |
| ライトヘビー級 | -205lbs: -93.0kg  | 空位                     |
| ミドル級       | -185lbs: -83.9kg  | トレヴァー・プラングリー |
| ウェルター級   | -170lbs: -77.1kg  | ニック・トンプソン       |
| ライト級       | -155lbs: -70.3kg  | 空位                     |
| フェザー級     | -145lbs: -65.8kg  | 空位                     |
| バンタム級     | -135lbs: -61.2kg  | 空位                     |

### 女子
| 階級            | 重量区分         | 王者           |
| --------------- | ---------------- | -------------- |
| 女子135ポンド級 | -135lbs: -61.2kg | タラ・ラローサ |

## 試合結果

### BodogFight: Alvarez vs. Lee
（2007年7月14日、アメリカ・ニュージャージー州トレントン、ソブリン銀行アリーナ）
第1試合 フェザー級 5分3R
○  デビッド・ラブ vs.  エベン・オロズ ×
3R終了 判定2-1
第2試合 ヘビー級 5分3R
○  マイク・バーチ vs.  高橋和生 ×
1R 3:45 KO（膝蹴り）
第3試合 ミドル級 5分3R
○  チェール・シェノン vs.  アマール・スロエフ ×
2R 3:33 TKO（レフェリーストップ：マウントパンチ）
第4試合 ライト級 5分3R
○  ホルヘ・マスヴィダル vs.  イーブス・エドワーズ ×
2R 2:59 KO（左ハイキック）
第5試合 ヘビー級 5分3R
○  ブランドン・リー・ヒンクル vs.  ローマン・ゼンツォフ ×
3R終了 判定3-0
第6試合 Bodogミドル級王座決定戦 5分5R
○  トレヴァー・プラングリー vs.  近藤有己 ×
2R終了時 TKO（ドクターストップ：カット）
※プラングリーが王座獲得に成功。
第7試合 バンタム級 5分3R
○  ブレア・タグマン vs. ダン・ハウリー ×
3R終了 判定3-0
第8試合 ライト級 5分5R
○  ニック・アガラー vs.  ジェームス・"ビンキー"・ジョーンズ ×
3R終了 判定2-1
第9試合 Bodog女子135ポンド級王座決定戦 5分5R
○  タラ・ラローサ vs.  ケリー・コボルド ×
4R 2:50 腕ひしぎ十字固め
※ラローサが王座獲得に成功。
第10試合 ウェルター級 5分3R
○  エディ・アルバレス vs.  マット・リー ×
3R終了 判定3-0

### BodogFight: Clash of the Nations
（2007年4月14日、ロシア・サンクトペテルブルク、アイスパレス）
第1試合 5分3R
○  ジョシュ・カラン vs.  ジャルノ・ヌルミネン ×
3R 2:53 TKO（レフェリーストップ）
第2試合 ライト級 5分3R
○  ホドリゴ・ダム vs.  サンチノ・デフランコ ×
2R 1:58 チョークスリーパー
第3試合 5分3R
○  ビル・マフッド vs.  スティーブ・スタインベイス ×
3R終了 判定3-0
第4試合 ヘビー級 5分3R
○  ローマン・ゼンツォフ vs.  クリストフ・ミドゥ・"ザ・フェニックス" ×
1R終了時 TKO（タオル投入）
第5試合 女子135ポンド級 5分3R
○  アマンダ・ブキャナー vs.  赤野仁美 ×
3R終了 判定3-0
第6試合 ミドル級 5分3R
○  ジョルジ・サンチアゴ vs.  アンドレイ・シモノフ ×
2R 4:48 TKO（レフェリーストップ：パウンド）
第7試合 ヘビー級 5分3R
○  エメリヤーエンコ・アレキサンダー vs.  エリック・ペレ ×
1R 4:07 KO（パンチ）
第8試合 Bodogウェルター級タイトルマッチ 5分5R
○  ニック・トンプソン vs.  エディ・アルバレス ×
2R 4:32 TKO（レフェリーストップ：パウンド）
※トンプソンが王座獲得に成功。
第9試合 ヘビー級 5分3R
○  エメリヤーエンコ・ヒョードル vs.  マット・リンドランド ×
1R 2:58 腕ひしぎ十字固め
第10試合 女子 5分3R
○  ジュリー・ケッジー vs.  ユーリア・ベレジコワ ×
2R 2:49 TKO（レフェリーストップ：パウンド）
第11試合 5分3R
○  レイ・スタインベイス vs.  ドミトリィ・サモイロフ ×
1R 3:00 チョークスリーパー
第12試合 5分3R
○  エリック・オガノフ vs.  デリック・ノーブル ×
2R 2:55 TKO（レフェリーストップ）
第13試合 ライトヘビー級 5分3R
○  アマール・スロエフ vs.  アンディ・フォスター ×
1R 0:26 KO（パンチ）